# إرنست أندريس
إرنست أندريس (بالألمانية: Ernst Andres)‏ هو عسكري ألماني، ولد في 19 سبتمبر 1921 في فولينغن في ألمانيا، وتوفي في 11 فبراير 1945 في أولده في ألمانيا بسبب قتل في المعركة.